# Alhambra (teatr w Warszawie)
Alhambra – efemeryczna scena teatralna o charakterze music-hallowym działająca w Warszawie przy ul. Karowej 18 w 1933 roku.

## Historia
Powstała w lutym 1933 roku jako kinoteatr, zajmując scenę przy ul. Karowej 18, w niedawnej siedzibie Teatru Artystów ZASP. Była to sala na 1700 miejsc. Została ona unowocześniona na potrzeby poprzedniego teatru. Miały się tam odbywać widowiska łączące popisy akrobatyczne, pokazy sztuki tanecznej oraz występy artystów operowych i wodewilistów. Alhambra wzorowała się na paryskich scenach tego rodzaju. Miała być konkurencją dla rewii Morskie Oko. Program inauguracyjny miał miejsce 17 lutego 1933 roku, kolejny – miesiąc później. Oba programy spotkały się z umiarkowanie entuzjastycznym przyjęciem. Teatr został rozwiązany w kwietniu tego samego roku, a konkurencyjne Morskie Oko również upadło – w lipcu. Do upadku sceny, podobnie jak kilku innych teatrów w tym okresie, z pewnością przyczynił się kryzys gospodarczy, który na początku lat trzydziestych szczególnie boleśnie dotknął Polskę i który doprowadził do nagłego zubożenia społeczeństwa. Ponadto rewia w paryskim stylu przestała być modna, ustępując miejsca komedii muzycznej.
Na deskach teatru pojawili się m.in. Maria Balcerkiewiczówna, Stanisława Nowicka, Tadeusz Olsza, Eugeniusz Mossakowski, Władysław Walter, Ina Ney, Jerzy Ney-Karkowski. Osiągnięciem teatru było zaprezentowanie Reri, tahitańskiej artystki, znanej z filmu Friedricha Murnaua Tabu (1931), która stała się jedną z legend dwudziestolecia międzywojennego. Wystąpiła ona w programie zaprezentowanym 17 marca.